# 盧夢錫
盧夢錫（1554年—1589年），字國禎，號念齋，直隸松江府華亭縣民籍，浙江紹興府餘姚縣人，明朝政治人物。

## 生平
萬曆元年（1573年）癸酉科順天鄉試第十三名舉人，十一年（1583年）中式癸未科會試第四十四名，二甲第六十六名進士。吏部觀政，十四年（1586年）授兵部主事，十七年（1589年）卒。

## 家族
曾祖盧達，府同知；祖父盧浩，壽官；父盧汝柟。母陳氏。慈侍下。弟盧載錫、盧永錫、盧申錫。